# Planetär hälsodiet
Planetär hälsodiet är ett sätt att äta på som ska vara en optimal kombination mellan mänsklig hälsa och miljömässig hållbarhet. Dieten är framtagen på vetenskaplig basis av Stockholm Resilience Centre vid Stockholms universitet i samarbete med bland andra stiftelsen EAT. För att komma fram till dieten samlades experter från sexton olika länder och olika expertområden, såsom jordbruk, hälsa, hållbar utveckling och statsvetenskap.

## Riktlinjer
Den planetära hälsodieten ger riktlinjer för hur människor ska äta så att planetens produktion av mat ska kunna räcka till en population på tio miljarder. Riktlinjerna i dieten handlar om att inte överskrida ett veckointag (ofta förenklat till dagligt intag) när det kommer till vissa typer av produkter, samt att äta ett minimum när det kommer till andra. Riktlinjerna är tänkta att ge utrymme för såväl kulturella som personliga preferenser.
Baserat på ett dagligt intag om 2500 kcal säger riktlinjerna att man på veckobasis ska ha ett maxintag av rött kött på 98 gram, 203 gram fjäderfä och 196 gram fisk. Till det ett dagligt minimumintag av baljväxter och nötter på 125 gram, 500 gram grönsaker och frukt, samt att 35 procent av näringen ska komma från fullkornsprodukter. Vidare behöver intag av socker minska och nötter öka.

## Hälsa
Då onyttig kost är en ledande orsak till global ohälsa uppskattas den planetära hälsodieten kunna rädda 11 miljoner liv om året.
En planetär hälsodiet ligger redan nära de rekommendationer som ges av Kanadas motsvarighet till Livsmedelsverket, Canada Food Guide.